# Parevia sisenna
Parevia sisenna là một loài bướm đêm thuộc phân họ Arctiinae, họ Erebidae.